# Facundo Mena
Facundo Mena (ur. 22 września 1992 w Buenos Aires) – argentyński tenisista.

## Kariera tenisowa
W karierze zwyciężył w trzech singlowych oraz dwóch deblowych turniejach cyklu ATP Challenger Tour. Ponadto wygrał osiem singlowych oraz trzynaście deblowych turniejów rangi ITF.
W rankingu gry pojedynczej najwyżej był na 127. miejscu (12 września 2022), a w klasyfikacji gry podwójnej na 209. pozycji (11 lipca 2022).

### Zwycięstwa w turniejach ATP Challenger Tour

#### Gra pojedyncza
| Końcowy wynik | Nr | Data             | Turniej | Nawierzchnia | Przeciwnik    | Wynik finału  |
| ------------- | -- | ---------------- | ------- | ------------ | ------------- | ------------- |
| Zwycięzca     | 1. | 1 września 2019  | Como    | Ceglana      | Andrej Martin | 2:6, 6:4, 6:1 |
| Zwycięzca     | 2. | 19 września 2021 | Quito   | Ceglana      | Gonzalo Lama  | 6:4, 6:4      |
| Zwycięzca     | 3. | 3 lipca 2022     | Cali    | Ceglana      | Miljan Zekić  | 6:2, 7:6(3)   |

#### Gra podwójna
| Końcowy wynik | Nr | Data             | Turniej | Nawierzchnia | Partner       | Przeciwnicy                       | Wynik finału |
| ------------- | -- | ---------------- | ------- | ------------ | ------------- | --------------------------------- | ------------ |
| Zwycięzca     | 1. | 25 lipca 2021    | Tampere | Ceglana      | Pedro Cachín  | Orlando Luz Felipe Meligeni Alves | 7:5, 6:3     |
| Zwycięzca     | 2. | 14 sierpnia 2022 | Lima    | Ceglana      | Ignacio Carou | Orlando Luz Camilo Ugo Carabelli  | 6:2, 6:2     |